# Eutropius bizánci miniszter
Eutropius (? – 399) római politikus, eunuch, Arcadius császár befolyásos kegyence.

## Életpályája
Eutropius I. Theodosius római császár udvarának egyik eunuchja volt, aki a Római Birodalom felosztása után a konstantinápolyi császári udvarban gyakorolt nagy befolyást Arcadius kamarásaként. Első nagy sikere az volt, hogy Rufinus lánya helyett a saját támogatóját, Aelia Eudoxiát adták a császárhoz feleségül. Rufinust nem sokkal ezután meggyilkolták, így Eutropius rövidesen a császár legbelsőbb tanácsadójává vált. Meglehetősen népszerűtlen volt: kegyetlen és kapzsi hírében állt, de ez feltehetően rabszolga származásának és eunuch voltának volt köszönhető.
397-ben I. Alarich nyugati gót királyt, a Peloponnészoszi-félszigetre 396-ban betört nyugati gótok fejedelmét – Gainas gót hadvezér és Aelia Eudoxia császárné egyetértésével – a császár Illyricum keleti részének főparancsnokává tette. Ez nyilvánvalóan azt a célt szolgálta, hogy Stilichót, aki a nyugati birodalomfélben hasonló szerepet töltött be a császár mellett, mint ő Konstantinápolyban, távol tartsák a keleti birodalomféltől. (Ugyanis 396-ban segítséget nyújtva átkelt Hellaszba, és majdnem sikerült csapdába ejtenie a gótokat az Iszthmosz elzárásával, azonban azok gyorsan átszelték a Korinthoszi-öblöt, és minden zsákmányukkal együtt biztonságba kerültek Épeiroszban.) Stilicho vagyonát is elkobozták. Sőt mi több, Eutropius 398-ban meggyőzte az Africa provinciában fellázadt Gildót, hogy Róma helyett Konstantinápoly fennhatósága alá helyezze területét.
398-ban sikeresen megállított egy hun betörést, így jelentősen megerősödött a pozíciója. Mindazonáltal nagy felháborodást keltett, amikor a következő évre a császár consulnak jelölte eunuch létére, és hadseregfőparancsnokká tette. Azonban hiába választották meg, még abban az évben megbuktatta Aelia Eudoxia császárné és Gainas, a gót zsoldosok vezére által vezetett összeesküvés. (A Phrügia területén állomásozó gót csapatok Tribigild vezetésével fellázadtak, és fő követelésük a miniszter menesztése volt. Arcadius végül a császárnéra és Gainasra hallgatva feláldozta kegyencét.) Eutropius Ciprusra menekült, ám visszahívták, és Aranyszájú Szent János sorozatos kérései ellenére még 399 folyamán kivégezték. Arcadius új bizalmasa Anthemius, a praefectus praetorio lett élete végéig.